# Dan Croll
Dan Croll, właśc. Daniel Francis Croll (ur. 18 lipca 1990 w Newcastle-under-Lyme) – brytyjski piosenkarz, multiinstrumentalista i autor tekstów.
Mając 18 lat, przeprowadził się do Liverpoolu, gdzie przystąpił do Instytutu Sztuk Scenicznych (ang. Liverpool Institute for Performing Arts). Jako jej student zdobył nagrodę krajową „Songwriter of The Year” (pol. „Tekściarz roku”) fundacji Help Musicians UK. Był jednym z wybranych ośmiu studentów, który miał możliwość spotkać się z założycielem instytutu Paulem McCartneyem. Ma aktualnie podpisaną umowę z wytwórnią Communion Music.

## Młodość
Jest synem ojca konsultanta ds. marketingu i matki pielęgniarki. W szkole średniej był członkiem klubu rugby, w którym reprezentował bardzo wysoki poziom gry, przez chwilę grał nawet w reprezentacji Anglii. W wieku 17 lat złamał nogę, a przez założony na nodze gips, nie mógł przebywać w swojej sypialni, ponieważ miała ona spadzisty dach. Przenieśli go zatem do jadalni, gdzie znajdowało się pianino i gitara. Po dłuższym czasie słuchania muzyki i grania na instrumentach zadecydował, że zostanie w przyszłości muzykiem.
Ulubionymi artystami Crolla byli: Michael Jackson, Paul McCartney, Barry Gibb, Brian Wilson. Uwielbiał tych muzyków, ponieważ słuchała ich jego matka.
Siostra nauczyła go gry na pianinie, choć sam nauczył się grać na wielu innych instrumentach. Jego ulubionym instrumentem jest perkusja.

## Pierwsze kroki w muzyce
W 2008 roku Croll założył zespół Dire Wolf. W 2011 po ukończeniu szkoły dołączył do norweskiej grupy Eye Emma Jedi. Pod koniec sierpnia 2012 zagrał ostatni koncert z grupą.

## Kariera solowa

### Początki
Pierwszym krokiem w karierze solowej Crolla był utwór „Marion” (który napisał w wieku 18 lat), będący w kompilacji New Faces (z wydawnictwa Communion) wydanej 23 kwietnia 2012.
Piosenka opowiada o wieczorze w namiocie, jaki spędził z paryską dziewczyną Marion w trakcie huraganu w Benicasim.

### Sukces „From Nowhere”
Na początku 2012 Croll podpisał umowę z Turn First Records. Jego debiutancki singiel „From Nowhere” został wydany na całym świecie 24 września 2012 przez wytwórnie Turn First i Racquet Records jako digital single, i jako (wersja limitowana) singel winylowy 7". Utwór spędził 3 dni na szczycie listy przebojów blogu Hype Machine. Zdobył ponad 100 tysięcy odsłuchań w serwisie SoundCloud w ciągu zaledwie dwóch tygodni. Nadawali go na stacji radiowej BBC Radio 6 Music, XFM, Amazing Radio i był utworem specjalnym w stacji BBC Radio 1. Croll został Opiekunem (ang. Guardian) Nowego Zespołu Dnia w listopadzie 2012 i nazwali go jako „Paula Simona grającego z Prince’em”.
Dlatego też wiele zespołów skorzystało z Crolla jako support, m.in.: Imagine Dragons, Bastille, Bombay Bicycle Club aż po Haim, London Grammar czy też Chvrches.
Oprócz tego utwór został wykorzystany w reklamie Citroëna (modelu C4 z 2015 roku), Clairol, Burberry, Apple (iPhone’a 6 Plus) i firmy Paula Smitha.

### Premiery kolejnych singli
W marcu 2013 Croll wydał swój drugi singiel – „Compliment Your Soul”. Jeszcze w lipcu tego roku opublikował kawałek „In/Out”.
11 października 2013 wypuścił utwór „Home”; teledysk tego utworu znalazł się na jego kanale na Youtubie 14 października 2013.
29 października 2013, w wywiadzie na stacji radiowej Virgin Radio powiedział, że zakończył już nagrywać swój pierwszy album. Premiera Sweet Disarray była planowana na początek 2014.

### Utwory w ścieżkach dźwiękowych
Piosenka „Compliment Your Soul” została umieszczona w ścieżce dźwiękowej gry FIFA 14. Ponadto, remiks „From Nowhere”, zwany jako „From Nowhere (Baardsen Remix)” znalazł się w soundtracku gry Grand Theft Auto V. Utwór znajduje się na jednej ze stacji radiowych zawartych w grze (Radio Mirror Park). Został też wykorzystany w zwiastunie zapowiadającym wydanie na PC oraz na konsole Xbox One i Playstation 4.
Utwór „Bad Boy” znajduje się w ścieżce dźwiękowej gry FIFA 18.

### AlbumSweet Disarray

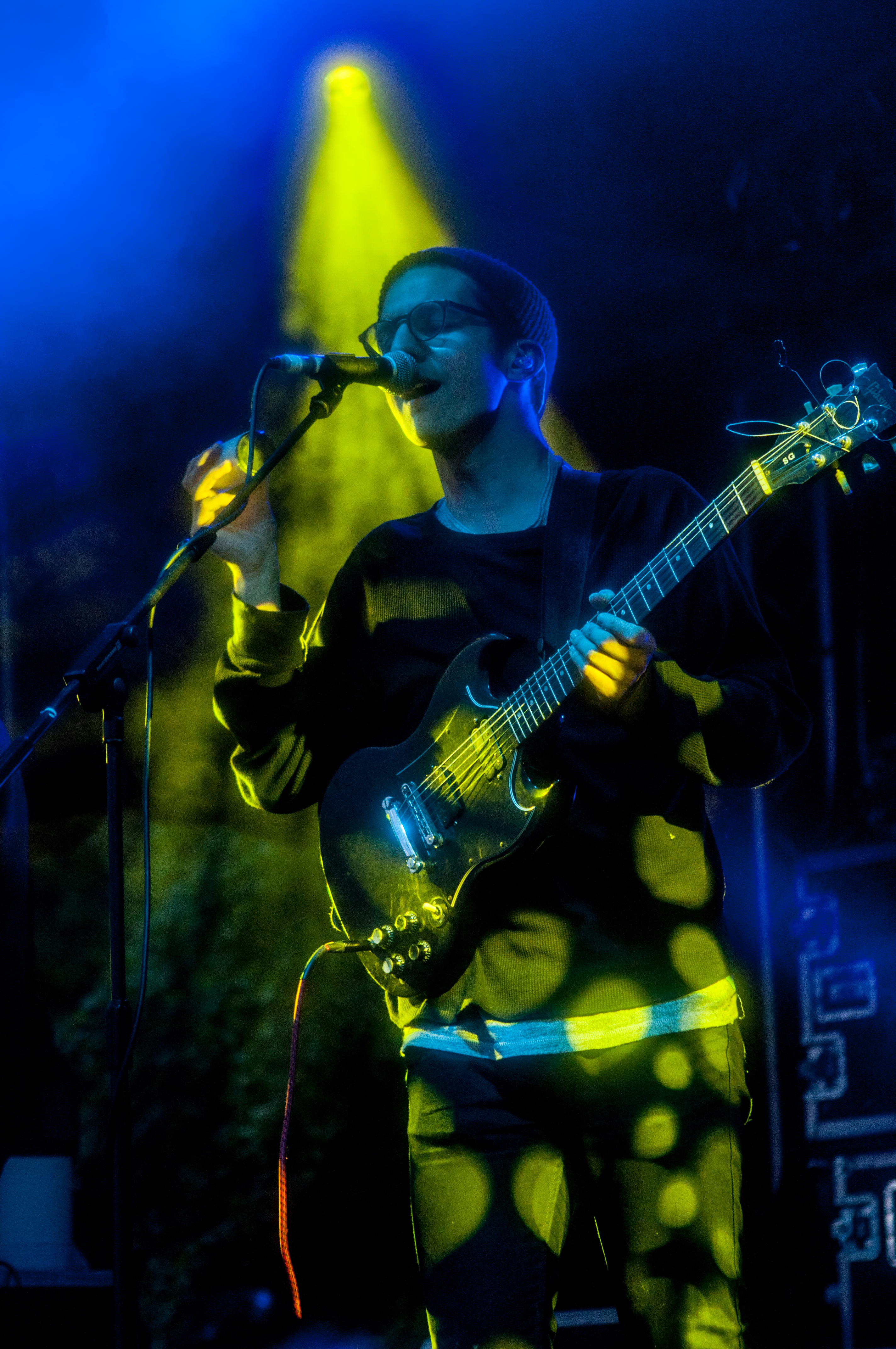
Dan Croll na Farm Feast w Claremont Farm (2014)

Album został wydany 10 marca 2014 w Wielkiej Brytanii i w Europie przez Deram Records, a w Stanach Zjednoczonych został wydany 1 kwietnia 2014 przez trzy wydawnictwa: Capitol Records, Deram i Turn First Records. Był nagrywany na przełomie 2012–2014. Trwa łącznie 38 minut i 18 sekund.
Zdobył na Metacritic 59 punktów na 100. Allmusic oceniło go 4 gwiazdkami z 5 możliwych. Consequence of Sound dało mu ocenę D+.
Po sukcesie Sweet Disarray Croll i jego skład wyruszyli w trasę koncertową po Europie i Stanach Zjednoczonych. Wystąpili po raz pierwszy w programie telewizyjnym Jimmy’ego Kimmela, a ich utwór „From Nowhere” został wykorzystany w serialu Nashville. Wróciwszy pod koniec 2014 do Liverpoolu, chcąc zacząć nagrywać już drugi album, podjął wyzwanie, aby dokonać tego w nie dłużej niż pięć miesięcy.

### Dalsze premiery
19 kwietnia 2014 Croll wydał dla Record Store Day utwór winylowy 10" (w nakładzie 1 tys. sztuk) z dwoma nieopublikowanymi wcześniej singlami. Na stronie A znajdował się kawałek „Hello My Baby”, a na stronie B – „Ever at Your Side”. By nakręcić jeden z utworów, specjalnie udał się do Durbanu (Południowa Afryka), aby nagrać tam „Hello My World” z grupą Ladysmith Black Mambazo. W dniu premiery, utwór ten można było zakupić w tamtejszych sklepach płytowych.
We wrześniu 2015 wydał kawałek „One of Us”. W czerwcu 2016 Croll ogłosił, że podpisał umowę z wydawnictwem Communion Music. Piosenkę „Swim” (z gatunku electro) wypuścił 25 sierpnia 2016. Teledysk wyszedł 31 sierpnia 2016.

### AlbumEmerging Adulthood
W wywiadzie strony Entertainment Voice na zadane mu pytanie, co było jego inspiracją do nagrania nowego albumu, odpowiedział:

Dorastałem, słuchając wielu muzyków jak Brian Wilson, Burt Bacharach bądź James Taylor. Wiem, że są oni dosyć dziwaczni, ale to nie zmienia dla mnie faktu. Aż po dużych artystów jak Michael Jackson, ale też jak Tame Impala lub Bicycle Club, których naprawdę lubię.

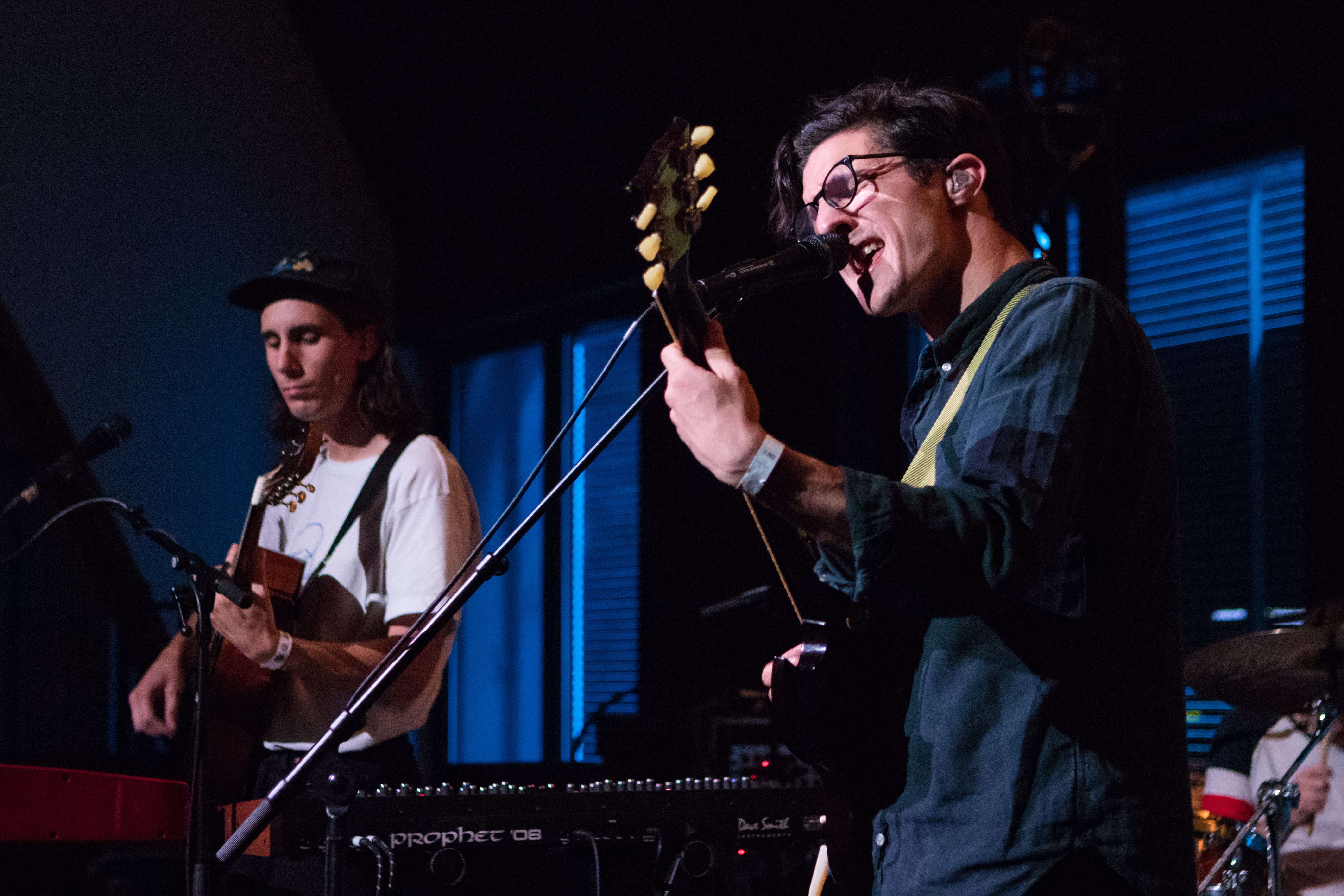
Dan Croll na Way Back When Festival w Dortmundzie (2017)

21 lipca 2017 opublikował swój drugi album pt. Emerging Adulthood (przez Kobalt Music Group i Communion Music). Zdobył łącznie 57 punktów ze 100 na Metacritic.
Wszystkie 4 utwory, które znajdują się w Emerging Adulthood zostały wyprodukowane przez nagradzanego nagrodami Grammy producenta muzycznego Benna Allena (był także odpowiedzialny za kawałki innych zespołów: Animal Collective, Cee-Lo Green, Matt & Kim).

### Po albumieEmerging Adulthood
22 stycznia 2020, Croll opublikował dwa nowe single – „Yesterday” i „Stay In L.A.”.
Utwór „Yesterday” został nagrany w studiu Matthew E. White’a w Spacebomb Studios (Richmond, stan Wirginia). Oba utwory zostały wydane przez wytwórnię Communion Records.
W wywiadzie magazynu internetowego The Line of Best Fit opowiedział o genezie utworu „Stay In L.A.”:

Ma to związek z zaproszeniem Danny’ego [Carissmi]. Kiedy ukończyliśmy trasę koncertową po Stanach Zjednoczonych na przełomie października-listopada 2017, przyjechaliśmy jeszcze do LA, zagrać mały występ, a następnego wieczoru mieliśmy wrócić samolotem. Strasznie się boję latać, ale dziewczyna Danny’ego miała wtedy coś dla mnie – nie Xanax, ale coś podobnego – by uspokoić mnie na czas lotu. Choć miało to też odwrotny skutek: co jeślibym się nie obudził? I o tym jest właśnie „Stay In L.A.”: nie wsiadaj do samolotu, po prostu zostań w Los Angeles.

4 marca 2020 Croll opublikował dwa nowe single – „Rain” i „Actor With A Loaded Gun”. Utwory zostały wydane przez wytwórnię Communion Records.

### AlbumGrand Plan
15 kwietnia 2020, Dan Croll zapowiedział album Grand Plan, który ma zostać wydany 21 sierpnia 2020. Został nagrany w Richmond, w stanie Virgina; producentem albumu jest Matthew E. White.

## Dyskografia

### Albumy studyjne
| Sweet Disarray |
| --- |
| Utwory w albumie: - „From Nowhere” - „Thinkin Aboutchu” - „Wanna Know” - „In / Out” - „Compliment Your Soul” - „Only Ghost” - „Can You Hear Me” - „Sweet Disarray” - „Maway” - „Must Be Leaving” - „Always Like This” - „Home” |

| Emerging Adulthood |
| --- |
| Utwory w albumie: - „One Of Us” - „Bad Boy” - „24” - „January” - „Sometimes When I’m Lonely” - „Swim” - „Educate” - „Away From Today” - „Do You Have To?” - „Tokyo” |

| Grand Plan |
| --- |
| Utwory w albumie: - „Yesterday” - „Stay in L.A.” - „Rain” - „Actor With A Loaded Gun” - „Grand Plan” - „Work” - „So Dark” - „Honeymoon” - „Hit Your Limit” - „Coldbooded” - „Surreal” - „Together” |

| Fools |
| --- |
| Utwory w albumie: - „Slip Away” - „Talk To You” - „Friend Of Mine” - „Red and the Green” - „Sunshine” - „Second Guess” - „Fools” - „Piece of the Action” - „Stephen” - „How Close We Came” |

### Single
| Rok wydania | Tytuł                                                              | Wytwórnia muzyczna                        | Źródło | Pozycje na liście przebojów | Pozycje na liście przebojów |
| Rok wydania | Tytuł                                                              | Wytwórnia muzyczna                        | Źródło | US                          | UK                          |
| ----------- | ------------------------------------------------------------------ | ----------------------------------------- | ------ | --------------------------- | --------------------------- |
| 2012        | „From Nowhere”                                                     | Racquet Records                           | [ 61 ] | 36                          | –                           |
| 2013        | „Compliment Your Soul”                                             | Racquet Records                           | [ 61 ] | –                           | –                           |
| 2013        | „In/Out”                                                           | Deram, Turn First Records                 | [ 61 ] | –                           | –                           |
| 2013        | „Home”                                                             | Deram, Turn First Records                 | [ 61 ] | –                           | 153                         |
| 2014        | „Can You Hear Me”                                                  | Decca                                     | [ 61 ] | –                           | –                           |
| 2014        | „Hello My Baby (feat. Ladysmith Black Mambazo) /Ever at Your Side” | Capitol Records                           | [ 61 ] | –                           | –                           |
| 2014        | „Nobody Knows” (featuring The Very Best)                           | Deram, Turn First Records                 | [ 61 ] | –                           | –                           |
| 2016        | „Swim”                                                             | Communion Records                         | [ 61 ] | –                           | –                           |
| 2016        | „Be Alone”                                                         | –                                         | [ 61 ] | –                           | –                           |
| 2017        | „One of Us”                                                        | Racquet Records                           | [ 61 ] | –                           | –                           |
| 2017        | „Away From Today”                                                  | Communion Records, Caroline International | [ 61 ] | –                           | –                           |
| 2020        | „Yesterday”                                                        | Communion Records                         | [ 46 ] | –                           | –                           |
| 2020        | „Stay In L.A.”                                                     | Communion Records                         | [ 46 ] | –                           | –                           |
| 2020        | „Rain”                                                             | Communion Records                         | [ 48 ] | –                           | –                           |
| 2020        | „Actor With A Loaded Gun”                                          | Communion Records                         | [ 48 ] | –                           | –                           |

### Utwory w kompilacjach
| Rok wydania | Tytuł kompilacji                                             | Utwory                 | Wytwórnia muzyczna                    | Źródło |
| ----------- | ------------------------------------------------------------ | ---------------------- | ------------------------------------- | ------ |
| 2012        | New Faces                                                    | „Marion”               | Communion                             | [ 62 ] |
| 2013        | Nova Tunes 2.7                                               | „From Nowhere”         | Nova Records                          | [ 62 ] |
| 2013        | Play With Courage.: UMGD Record Store Day Sampler            | „From Nowhere”         | Universal Music Group                 | [ 62 ] |
| 2013        | The Sound Of Summer (8 Coole Songs Für Einen Schönen Sommer) | „Compliment Your Soul” | Wavemusic                             | [ 62 ] |
| 2013        | King Kong Kicks – Indie Pop & Electro Sensations – Vol. 5    | „From Nowhere”         | Unter Schafen Records                 | [ 62 ] |
| 2014        | Buhne 16 – On The Beach 6                                    | „Home”                 | Wavemusic                             | [ 62 ] |
| 2014        | Heart & Soul                                                 | „Home”                 | Universal Music TV                    | [ 62 ] |
| 2015        | FM4 Soundselection 31                                        | „From Nowhere”         | Universal Music                       | [ 62 ] |
| 2015        | Nova Tunes 2.1_3.0 [2010-2014]                               | „From Nowhere”         | Nova Records                          | [ 62 ] |
| 2017        | FM4 Soundselection 36                                        | „Away From Today”      | Sony Music Entertainment Austria GmbH | [ 62 ] |